# Paraplatypeza nudifrons
Paraplatypeza nudifrons är en tvåvingeart som beskrevs av Shatalkin 1985. Paraplatypeza nudifrons ingår i släktet Paraplatypeza och familjen svampflugor. Inga underarter finns listade i Catalogue of Life.